# ドーパミン神経
腹側被蓋野（VTA)のドーパミン神経は、神経伝達物質としてドーパミンを放出する神経のうち、腹側被蓋野にその細胞体を持つものである。ドーパミン神経は便宜上、ドーパミン産生酵素であるチロシン水酸化酵素のmRNAを発現している神経細胞と定義する。正と負の強化、意思決定、ワーキングメモリー、報酬の顕著性、刺激の顕著性、忌避に関して独自の機能を持っている。この多彩な機能は、ドーパミン神経が様々な脳領野の神経細胞と結合していることや、ドーパミン神経が様々な発火パターンを示すことを反映している。VTAのドーパミン神経の活動は、VTAのグルタミン酸神経、GABA神経、様々な脳領野の神経細胞によって制御されている。限局的な神経回路に加えて、VTAのグルタミン酸神経やGABA神経は様々な脳領野に長距離軸索投射を行っている。

## ドーパミン神経の軸索入力の研究
VTAの神経細胞に軸索を入力している神経細胞を同定するために、修正型超シナプス性ウイルスが用いられる。さらに、遺伝子改変動物における光遺伝学的研究は、VTAドーパミン神経の役割を明らかにしてきた。VTAドーパミン神経は、報酬、忌避（嫌で避けたい気持ち）、動機、学習に独自の機能をもっているようである。これらのことから、VTAの様々な機能は、独自の神経回路ネットワークを持つ